# Liste von Krankenhäusern im Kreis Mettmann
Die Liste von Krankenhäusern im Kreis Mettmann erfasst vorhandene, ehemals selbständige und ehemalige Krankenhäuser auf dem Gebiet des Kreises Mettmann, Nordrhein-Westfalen.

## Liste
| Name                                                                                   | Stadt      | Jahr der Eröffnung | Träger | Anmerkungen                                                   | Bild |
| -------------------------------------------------------------------------------------- | ---------- | ------------------ | ------ | ------------------------------------------------------------- | ---- |
| St.-Josef-Krankenhaus                                                                  | Haan       |                    |        | geschlossen, medizinisch anders genutzt.                      |      |
| St.-Josefs-Krankenhaus Hilden                                                          | Hilden     | 1890               |        | Seit 2024 unter der Trägerschaft "GFO Kliniken Mettmann-Süd". |      |
| Klinik im Park                                                                         | Hilden     |                    |        |                                                               |      |
| St.-Martinus-Krankenhaus                                                               | Langenfeld |                    |        | [ 4 ]                                                         |      |
| LVR-Klinik Langenfeld                                                                  | Langenfeld |                    |        | [ 5 ]                                                         |      |
| Evangelisches Krankenhaus Mettmann                                                     | Mettmann   |                    |        | [ 6 ]                                                         |      |
| St. Josef Monheim                                                                      | Monheim    |                    |        |                                                               |      |
| Fliedner Krankenhaus Ratingen - Klinik für Psychosomatische Medizin und Psychotherapie | Ratingen   |                    |        | [ 7 ]                                                         |      |
| Helios Klinikum Niederberg                                                             | Velbert    |                    |        | [ 8 ]                                                         |      |
| Evangelische Stiftung Tannenhof - Standort Velbert                                     | Velbert    |                    |        | [ 9 ]                                                         |      |